# Peștera Jgheabul lui Zalion
Peștera Jgheabul lui Zalion se află în România, județul Bistrița-Năsăud, Munții Rodnei, este situată la obârșia pârâului Izvorul Orbului, afluent al pârâului Valea Seacă pe versantul sudic al vârfului Valea Seacă (1002 m alt.) și este considerată cea mai dificilă și denivelată peșteră din România. Este dezvoltată în lungul unei diaclaze strâmte aflate în calcarele eocene din sud-vestul Munților Rodnei. Este foarte îngustă și presărată cu numeroase cascade.
- Lungime: 4513 m
- Denivelare: -266 m

## Căi de acces
- din Telcișor, pe traseul: Valea Telcișorului - Valea Seacă - peșteră
- din Parva pe traseul: Valea Rebrei - Valea Rea - Obcina Rebrișorului - peșteră